# 400 mètres féminin aux championnats du monde d'athlétisme 2013
Navigation
Daegu 2011 Pékin 2015
L'épreuve du 400 mètres féminin des championnats du monde de 2013 s'est déroulée du 10 au 12 août 2013 dans le Stade Loujniki, le stade olympique de Moscou, en Russie. Elle est remportée par la Britannique Christine Ohuruogu.

## Critères de qualification
Pour se qualifier pour les Championnats (minima A), il fallait avoir réalisé moins de 51 s 55 entre le 1er octobre 2012 et le 29 juillet 2013. Le minima B est de 52 s 35.

## Records et performances

### Records
Les records du 400 m femmes (mondial, des championnats et par continent) étaient avant les championnats 2013 les suivants.
| Record                    | Athlète               | Pays               | Temps   | Lieu                | Date              |
| ------------------------- | --------------------- | ------------------ | ------- | ------------------- | ----------------- |
| Record du monde           | Marita Koch           | Allemagne de l'Est | 47 s 60 | Canberra, Australie | 6 octobre 1985    |
| Record des championnats   | Jarmila Kratochvílová | Tchécoslovaquie    | 47 s 99 | Helsinki, Finlande  | 10 août 1983      |
| Record d'Afrique          | Falilat Ogunkoya      | Nigeria            | 49 s 10 | Atlanta, États-Unis | 29 juillet 1996   |
| Record d'Asie             | Ma Yuqin              | Chine              | 49 s 81 | Beijing, Chine      | 11 septembre 1993 |
| Record d'Amérique du Nord | Sanya Richards        | États-Unis         | 48 s 70 | Athènes, Grèce      | 16 septembre 2006 |
| Record d'Amérique du Sud  | Ximena Restrepo       | Colombie           | 49 s 64 | Barcelone, Espagne  | 5 août 1992       |
| Record d'Europe           | Marita Koch           | Allemagne de l'Est | 47 s 60 | Canberra, Australie | 6 octobre 1985    |
| Record d'Océanie          | Cathy Freeman         | Australie          | 48 s 63 | Atlanta, États-Unis | 29 juillet 1996   |

### Meilleures performances de l'année 2013
Les dix  athlètes les plus rapides de l'année sont, avant les championnats (au 25 juillet 2013), les suivants. 
|    | Athlète                | Pays        | Temps   | Lieu                | Date            |
| -- | ---------------------- | ----------- | ------- | ------------------- | --------------- |
| 1  | Amantle Montsho        | Botswana    | 49 s 33 | Monaco              | 19 juillet 2013 |
| 2  | Antonina Krivoshapka   | Russie      | 49 s 57 | Moscou              | 15 juillet 2013 |
| 3  | Kseniya Ryzhova        | Russie      | 49 s 80 | Tcheliabinsk        | 24 juin 2013    |
| 4  | Stephanie McPherson    | Jamaïque    | 49 s 92 | Monaco              | 19 juillet 2013 |
| 5  | Natasha Hastings       | États-Unis  | 49 s 94 | Des Moines          | 22 juin 2013    |
| 6  | Francena McCorory      | États-Unis  | 49 s 96 | Monaco              | 19 juillet 2013 |
| 7  | Novlene Williams-Mills | Jamaïque    | 50 s 01 | Kingston (Jamaïque) | 23 juin 2013    |
| 8  | Allyson Felix          | États-Unis  | 50 s 19 | Doha                | 10 mai 2013     |
| 9  | Ashley Spencer         | États-Unis  | 50 s 28 | Eugene, Orégon      | 7 juin 2013     |
| 10 | Perri Shakes-Drayton   | Royaume-Uni | 50 s 50 | Gateshead           | 22 juin 2013    |

## Résultats

### Finale
| Rang               | Athlète                | Pays        | Temps   | Notes |
| ------------------ | ---------------------- | ----------- | ------- | ----- |
| Médaille d'or      | Christine Ohuruogu     | Royaume-Uni | 49 s 41 | NR    |
| Médaille d'argent  | Amantle Montsho        | Botswana    | 49 s 41 |       |
| Médaille de bronze | Stephanie McPherson    | Jamaïque    | 49 s 99 |       |
| 4                  | Natasha Hastings       | États-Unis  | 50 s 30 |       |
| 5                  | Francena McCorory      | États-Unis  | 50 s 68 |       |
| 6                  | Kseniya Ryzhova        | Russie      | 50 s 98 |       |
| 7                  | Novlene Williams-Mills | Jamaïque    | 51 s 49 |       |
| —                  | Antonina Krivoshapka   | Russie      | DQ      |       |

### Demi-finales
Les deux premiers athlètes de chaque course (Q) ainsi que les deux meilleurs temps (q) se qualifient pour la finale.
| Rang | Athlète             | Pays       | Temps       | Notes |
| ---- | ------------------- | ---------- | ----------- | ----- |
| 1    | Amantle Montsho     | Botswana   | 49 s 56 (Q) |       |
| 2    | Kseniya Ryzhova     | Russie     | 50 s 48 (Q) |       |
| 3    | Regina George       | Nigeria    | 50 s 84     | PB    |
| 4    | Bianca Răzor        | Roumanie   | 51 s 49     | PB    |
| 5    | Ashley Spencer      | États-Unis | 51 s 80     |       |
| 6    | Chiara Bazzoni      | Italie     | 52 s 11     |       |
| 7    | Tjipekapora Herunga | Namibie    | 52 s 28     |       |
| 8    | Patricia Hall       | Jamaïque   | 52 s 62     |       |

| Rang | Athlète                | Pays                            | Temps       | Notes |
| ---- | ---------------------- | ------------------------------- | ----------- | ----- |
| 1    | Christine Ohuruogu     | Royaume-Uni                     | 49 s 75 (Q) | SB    |
| 2    | Natasha Hastings       | États-Unis                      | 49 s 94 (Q) | SB    |
| 3    | Novlene Williams-Mills | Jamaïque                        | 50 s 34 (q) |       |
| 4    | Libania Grenot         | Italie                          | 50 s 47     | SB    |
| 5    | Floria Gueï            | France                          | 51 s 42     | PB    |
| 6    | Kineke Alexander       | Saint-Vincent-et-les-Grenadines | 51 s 64     |       |
| 7    | Amy Mbacke Thiam       | Sénégal                         | 52 s 37     |       |
| 8    | Agne Šerkšniené        | Lituanie                        | 52 s 48     |       |

| Rang | Athlète              | Pays       | Temps       | Notes |
| ---- | -------------------- | ---------- | ----------- | ----- |
| 1    | Francena McCorory    | États-Unis | 49 s 86 (Q) | PB    |
| 2    | Antonina Krivoshapka | Russie     | 49 s 99 (Q) |       |
| 3    | Stephanie McPherson  | Jamaïque   | 49 s 99 (q) |       |
| 4    | Nataliya Pyhyda      | Ukraine    | 51 s 02     | PB    |
| 5    | Marie Gayot          | France     | 51 s 54     | PB    |
| 6    | Aauri Lorena Bokesa  | Espagne    | 51 s 94     |       |
| 7    | Omolara Omotoso      | Nigeria    | 52 s 38     |       |
| 8    | Esther Cremer        | Allemagne  | 52 s 42     |       |

### Séries
Les quatre premiers de chaque séries (Q) plus les 4 meilleurs temps (q) se qualifient pour les quarts de finale.
| Rang | Athlète             | Pays       | Temps       | Notes |
| ---- | ------------------- | ---------- | ----------- | ----- |
| 1    | Francena McCorory   | États-Unis | 50 s 56 (Q) |       |
| 2    | Stephanie McPherson | Jamaïque   | 50 s 98 (Q) |       |
| 3    | Libania Grenot      | Italie     | 51 s 43 (Q) | SB    |
| 4    | Floria Gueï         | France     | 51 s 75 (Q) |       |
| 5    | Alicia Brown        | Canada     | 53 s 26     |       |
| 6    | Zhao Yanmin         | Chine      | 54 s 03     |       |
| 7    | Sade Sealy          | Barbade    | 55 s 45     |       |

| Rang | Athlète                | Pays      | Temps       | Notes |
| ---- | ---------------------- | --------- | ----------- | ----- |
| 1    | Kseniya Ryzhova        | Russie    | 50 s 69 (Q) |       |
| 2    | Novlene Williams-Mills | Jamaïque  | 50 s 83 (Q) |       |
| 3    | Nataliya Pyhyda        | Ukraine   | 51 s 17 (Q) | SB    |
| 4    | Bianca Răzor           | Roumanie  | 51 s 51 (Q) | PB    |
| 5    | Tjipekapora Herunga    | Namibie   | 52 s 01 (q) | SB    |
| 6    | Chiara Bazzoni         | Italie    | 52 s 14 (q) |       |
| 7    | Esther Cremer          | Allemagne | 52 s 17 (q) |       |

| \| Rang \| Athlète \| Pays \| Temps \| Notes \| \| ---- \| --------------------- \| --------- \| ----------- \| ----- \| \| 1 \| Amantle Montsho \| Botswana \| 50 s 75 (Q) \| \| \| 2 \| Regina George \| Nigeria \| 51 s 01 (Q) \| \| \| 3 \| Patricia Hall \| Jamaïque \| 52 s 20 (Q) \| \| \| 4 \| Aauri Lorena Bokesa \| Espagne \| 52 s 44 (Q) \| \| \| 5 \| Jennifer Carey \| Irlande \| 52 s 62 \| \| \| 6 \| Caitlin Sargent \| Australie \| 52 s 63 \| \| \| \| Maureen Jelagat Maiyo \| Kenya \| DQ \| \| |                       |           |             |       |
| Rang | Athlète               | Pays      | Temps       | Notes |
| 1 | Amantle Montsho       | Botswana  | 50 s 75 (Q) |       |
| 2 | Regina George         | Nigeria   | 51 s 01 (Q) |       |
| 3 | Patricia Hall         | Jamaïque  | 52 s 20 (Q) |       |
| 4 | Aauri Lorena Bokesa   | Espagne   | 52 s 44 (Q) |       |
| 5 | Jennifer Carey        | Irlande   | 52 s 62     |       |
| 6 | Caitlin Sargent       | Australie | 52 s 63     |       |
| | Maureen Jelagat Maiyo | Kenya     | DQ          |       |

## Légende
Records et Performances
- AR : Record continental (area record)
- CR : Record des championnats (championship record)
- MR : Record du meeting (meet record)
- NR : Record national (national record)
- OR : Record olympique (olympic record)
- PR : Record paralympique (paralympic record)
- PB : Record personnel (personal best)
- SB : Meilleure performance personnelle de la saison (season's best)
- WL : Meilleure performance mondiale de l'année (world leader)
- WJR : Record du monde junior (world junior record)
- WR : Record du monde (world record)

Circonstances et Conditions
- DNF : N'a pas terminé (did not finish)
- DNS : N'a pas pris le départ (did not start)
- DQ : Disqualification (disqualification)
- NM : Aucun essai valable enregistré (No Mark)
- Q : Qualifié « directement » au prochain tour (ou à la prochaine compétition), lors d'une compétition majeure, grâce au classement ou à la réalisation des minima (automatic qualifier)
- q : Qualifié au prochain tour (ou à la prochaine compétition), lors d'une compétition majeure, grâce au repêchage ou à la réalisation de l'une des meilleures performances parmi celles des « non qualifiés directement » (grâce au meilleur temps ou à la meilleure distance par exemple) (secondary qualifier)